# توماس باركر (لاعب كرة قدم)
توماس باركر (بالإنجليزية: Thomas Parker)‏ (22 نوفمبر 1906 في المملكة المتحدة - 11 نوفمبر 1964) هو لاعب كرة قدم بريطاني (وحمل سابقاً جنسية المملكة المتحدة لبريطانيا العظمى وأيرلندا) في مركز الوسط. لعب مع مانشستر يونايتد ونادي بريستول سيتي ونادي كارلايل يونايتد ونادي ستاليبريدج سيلتيك.